# Jean-Pierre Berthet
Jean-Pierre Berthet (Aubervilliers, Sena, 17 de gener de 1944) és un periodista francès, antic cronista judicial de TF1 i president honorari de l'Association confraternelle de la presse judiciaire.

## Biografia
Jean-Pierre Berthet va fer el seu debut professional a Europe 1 en 1965. En 1970 esdevingué reporter per l'ORTF i presentà el seu primer reportatge televisiu el 1972 al primer canal. Es va especialitzar en l'àmbit judicial i es va fer responsable de la secció judicial de TF1, càrrec que va confiar el 2006 a Laure Debreuil.
Des d'agost de 1983 fins a juliol de 1984, va ser redactor en cap del diari TF1 i des de 1990 va ser assessor de la direcció general de TF1.
El 1979, va ser guardonat amb el premi internacional ONDAS al millor reportatge de notícies per "Un procès à Téhéran".
Des de 1989 és president de l'Association de la presse judiciaire.